# Рикотта
Рико́тта (итал. ricotta) — традиционный итальянский сывороточный сыр. Рикотта готовится из сыворотки, остающейся после приготовления моцареллы или других сыров. Таким образом, белковой основой рикотты является не казеин, а альбумин (точнее, лактальбумин).
Рикотта имеет сладковатый вкус, который даёт присутствие лактозы (присутствие этого компонента в сыворотке примерно 2—4 %), это зависит от типа использованного молока. Содержание жира: от 8 % в рикотте из коровьего молока, до 24 % в рикотте из овечьего молока.
Рикотта является традиционным продуктом южных регионов Италии (Сицилии, Кампании, Апулии, Калабрии).

## Технология производства

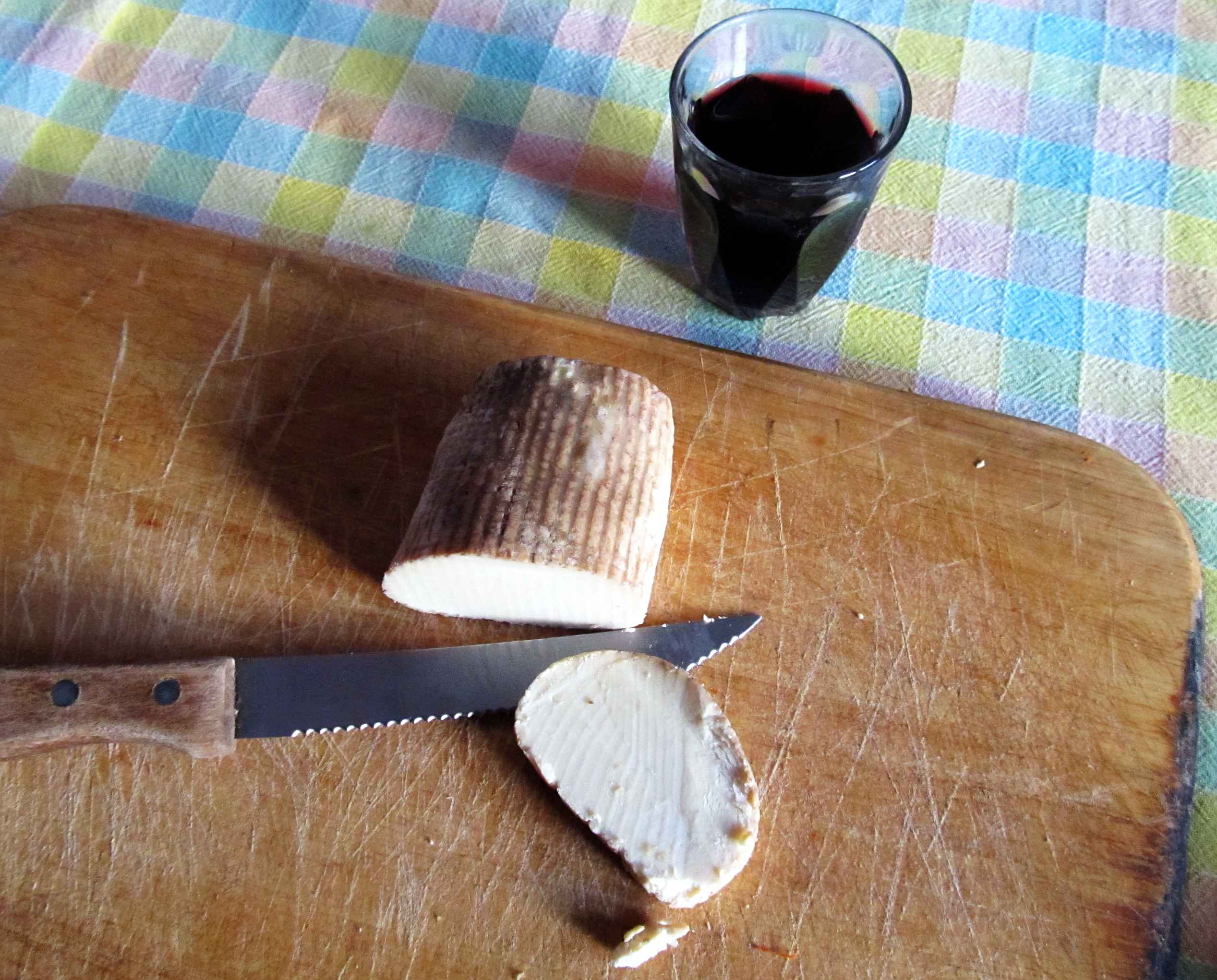
Копчёная рикотта (Ricotta affumicata) из региона Силы, Калабрия, Италия

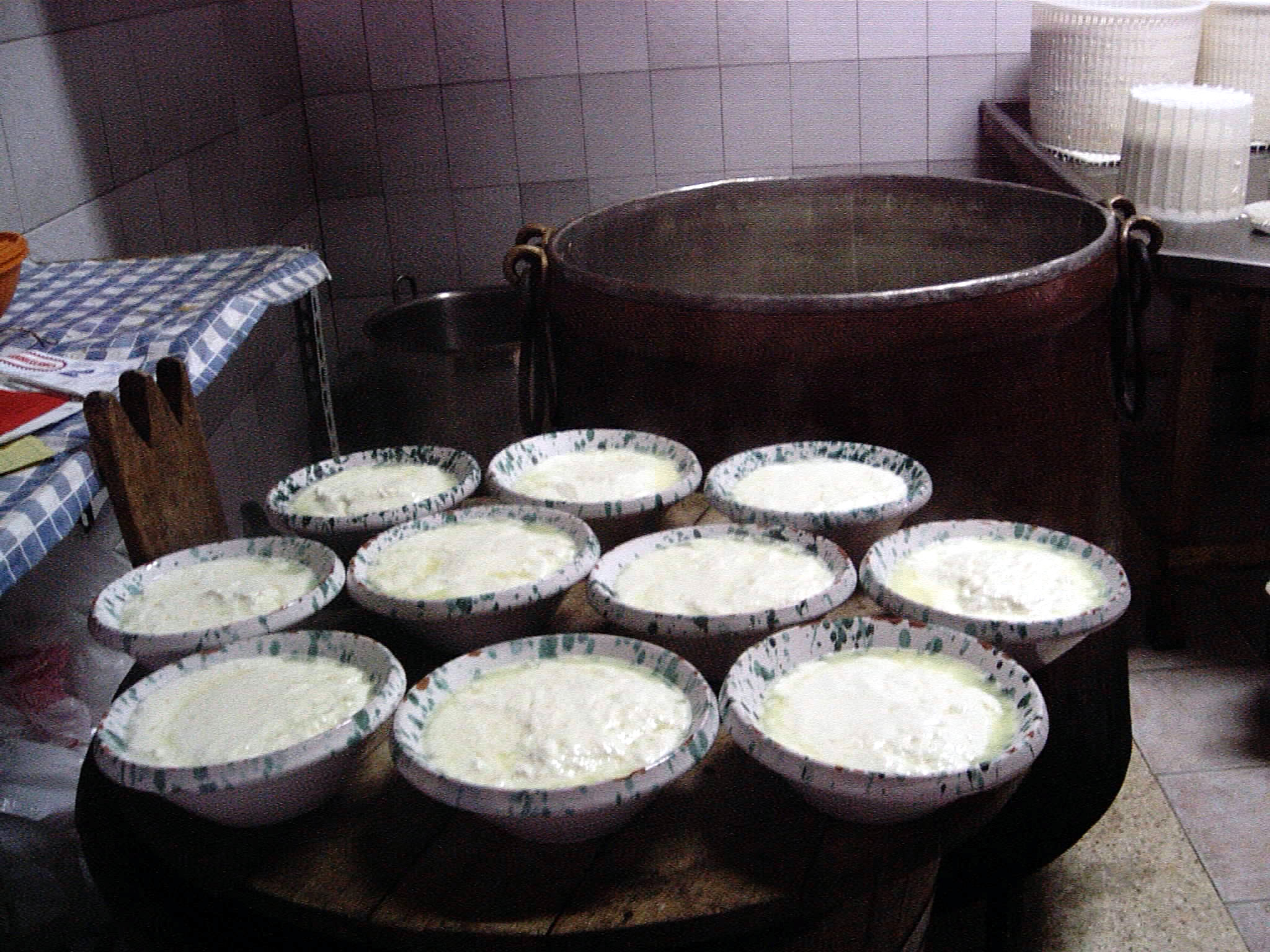
Свежеприготовленная рикотта

Для приготовления рикотты лучше всего подходит сыворотка, получившаяся после изготовления сыра из свежего молока с использованием сычужного фермента. Из творожной сыворотки, оставшейся после получения кислотного творога, рикотты получается в несколько раз меньше, поэтому её производство экономически малоэффективно. Процесс свёртывания происходит при температуре 80—90 °C, сыворотка, таким образом, варится ещё раз (от этого происходит название продукта: cotta — «варёная», ri — префикс, означающий повторение).
Могут быть использованы несколько методов приготовления, но традиционный метод — это относительно быстрый разогрев сыворотки до 80 °C, уменьшение огня и медленное доведение температуры сыворотки до 90 °C. В промежутке между 80 и 90 °C всплывают хлопья сыра. Для полного сворачивания альбумина достаточно, как правило, нагревать сыворотку от 80 до 90 °C в течение часа (это зависит от кислотности сырья и его свежести, то есть от того, сколько времени в нём уже работают молочнокислые бактерии). Для получения дополнительных вкусовых свойств в сыворотку на этапе предварительного разогрева можно добавлять густые (свыше 30 % жирности) сливки (3—4 столовые ложки на 10 литров сыворотки). В индустриальном масштабе для ускорения процесса свёртывания используются лимонная, винная или соляная кислота. Полученную таким образом свернувшуюся массу отделяют от жидкости и кладут в корзинки (сейчас — из пластмассы, по традиции — из ивовых прутьев).

## Виды рикотты
Рикотта может быть изготовлена из сыворотки коровьего или овечьего молока, а также из сыворотки молока буйволицы или козы; или же из смеси двух или больше сывороток молока.
- ricotta fresca: свежая.

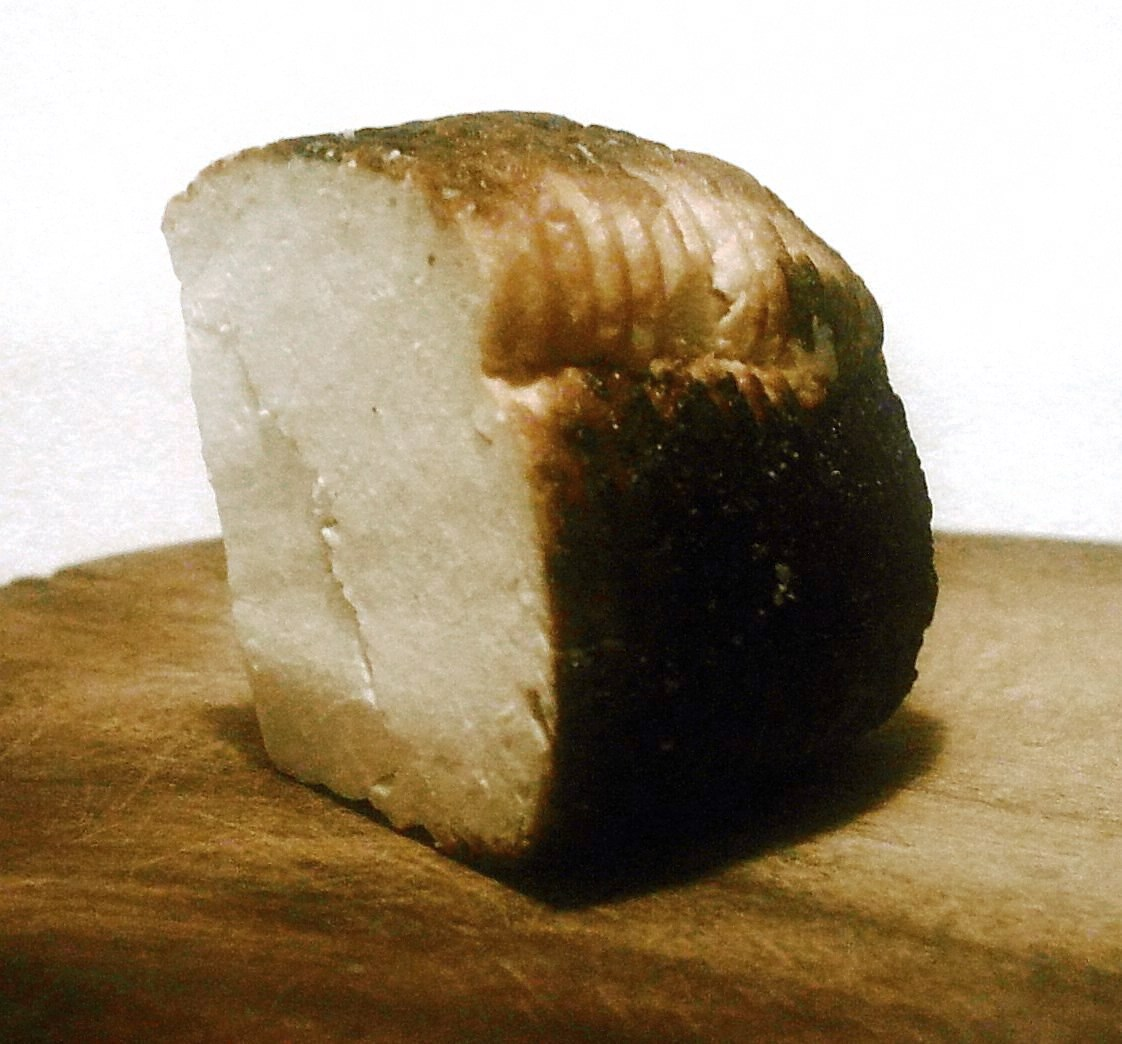
Запечённая рикотта (Ricotta al forno) — деликатес, типичный сицилианский вид сыра. После запекания в печи может храниться до 2 месяцев. Мякоть сыра белая, легко режется ножом и по вкусу напоминает копчёный сыр

- ricotta forte: сохраняет вкусовые качества намного дольше, приготавливается из рикотты, сделанной из овечьей сыворотки, разложенной в глиняную посуду, где перемешивается ежедневно до приобретения кислых свойств. Хранится в стеклянной посуде и часто используется для намазывания на хлеб.
- ricotta affumicata: копчёная рикотта из козьего молока.
- ricotta romana: выдержанная рикотта, ставшая твёрдой, как сыр, вкус солёный.
- ricotta al forno: рикотта, приготовленная в печи; может быть шоколадная, лимонная и т. д.

За границей Италии этот продукт (или схожие, полученные путём термокоагуляции лактоальбумина) имеет следующие названия:
- Во Франции: sérac («сера́к»), брюэль
- В Греции: μυζήθρα («мизи́фра»)
- В Испании: requesón
- В некоторых регионах Германии: ziger
- В Карпатах: вурда
- На Кавказе (в различных регионах): надуги, лора, лорек, хачо
- В Швеции: молькенезе, мискост
- В Норвегии: брюнуст
- В Румынии, Молдавии: урда
- В Гагаузии: нур пейнири, нур
- На Кипре: анари

## Применение

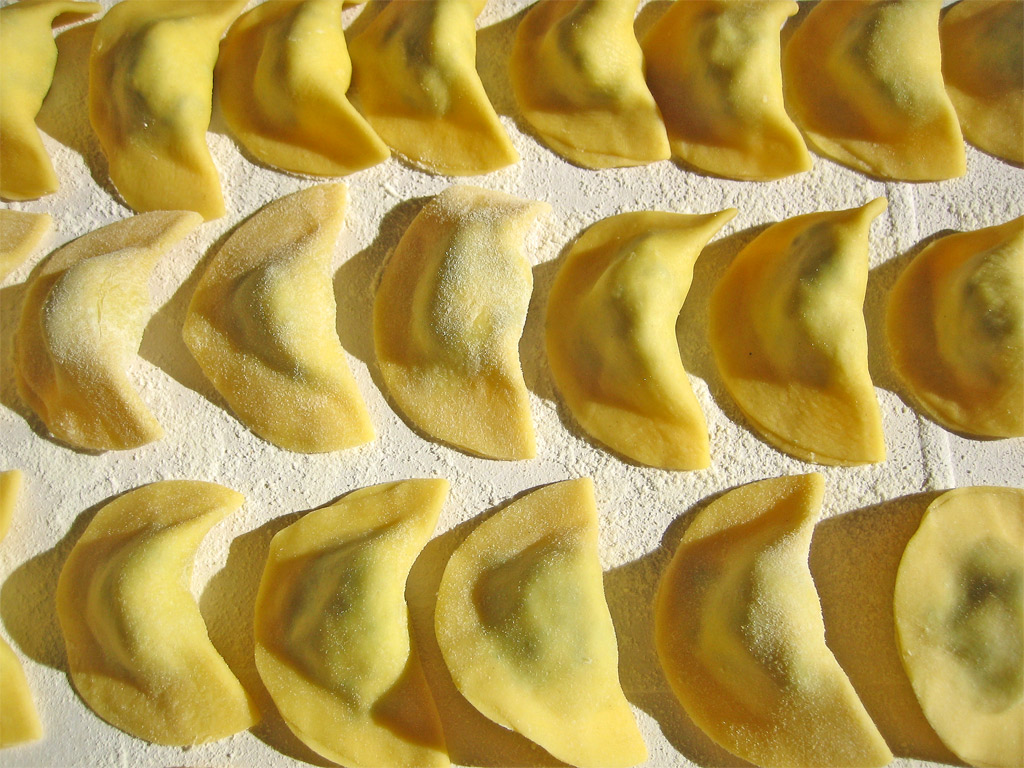

Приготовление равиоли с начинкой из рикотты

Как и маскарпоне в блюдах северной итальянской кухни, рикотта является любимым компонентом многих итальянских десертов, таких как чизкейки и канноли. Кроме того, разнообразное печенье включает в себя рикотту в качестве ингредиента.
Рикотту можно взбить и смешивать с такими пряностями, как сахар, корица, апельсиновая цветочная вода, клубника, а иногда и шоколадная стружка, и подавать в качестве десерта. Эта основная комбинация (часто с добавками, такими как цитрусовые и фисташки) также выделяется как начинка сицилийских канноли и слоеная ломтиками пирога в палермской кассате.
В сочетании с яйцами и вареными зернами, затем выпеченная крепкая рикотта также является основным ингредиентом неаполитанской пастилы, одного из многих итальянских «пасхальных пирогов».
Рикотта также широко используется в пикантных блюдах, включая макароны, кальцоне, стромболи, пиццу, лазанью и равиоли.
Местная рикотта высушивается на солнце и превращается в жесткую, жевательную таблетку под названием чхурпи в Гималайских областях, в частности в Бутане, Сиккиме, Дарджилинге и некоторых частях Непала. Свежий, мягкий чхурпи является основным ингредиентом национального бутанского блюда ема датиши.
Его часто используют в качестве заменителя панеры или чены (хотя они не идентичны) в индийском десерте, известном как рас малай. Однако панера в основном является казеиновым белком, похожим на творог, в то время как рикотта изготавливается из всего сывороточного белка.